# Joëlle Semur
Joëlle Semur est une athlète française, née le 22 décembre 1960 à Luçon (Vendée), adepte de la course d'ultrafond, trois fois championne de France des 24 heures et championne du monde des 100 km par équipes.

## Biographie
Joëlle Semur est trois fois championne de France des 24 heures en 1999, 2000 et 2003, et championne du monde des 100 km par équipes en 1999.

## Records personnels
Statistiques de Joëlle Semur d'après la Deutsche Ultramarathon-Vereinigung (DUV) :
- Semi-marathon : 1 h 32 min 5 s en 2004[4]
- Marathon : 3 h 2 min 41 s au marathon de La Rochelle en 2003[5]
- 100 km route : 7 h 57 min 6 s aux championnats du monde IAU des 100 km de Chavagnes-en-Paillers en 1999
- 6 heures route : 70,110 km aux 6 h de Belle-Isle en 2004
- 12 heures route : 122,549 km aux championnats du monde et d'Europe IAU des 24 h de Uden en 2003 (12 h split)
- 24 heures route : 227,279 km aux championnats du monde et d'Europe IAU des 24 h de Uden en 2003[6],[7]
- 48 heures piste : 297,066 km aux 48 h pédestres de Surgères en 2005